# Каракамис (Жамбильський район)
Караками́с (каз. Қарақамыс) — село у складі Жамбильського району Північноказахстанської області Казахстану. Входить до складу Озерного сільського округу.
Населення — 59 осіб (2021; 162 у 2009, 226 у 1999, 346 у 1989).
Національний склад станом на 1989 рік:
- казахи — 100 %.